# 4262 DeVorkin
4262 DeVorkin este un asteroid din centura principală de asteroizi.

## Descriere
4262 DeVorkin este un asteroid din centura principală de asteroizi. A fost descoperit pe 5 februarie 1989 la Yorii de Masaru Arai și Hiroshi Mori. Asteroidul prezintă o orbită caracterizată de o semiaxă mare de 2,30 ua, o excentricitate de 0,22 și o înclinație de 7,3° în raport cu ecliptica.